# Airport Express (MTR)
Az Airport Express (hagyományos kínai írással: 機場快綫, egyszerűsített kínai írással: 机场快线) a hongkongi MTR-rendszer tíz vasútvonalának egyike (kivéve a light rail hálózatot). Összeköti a városi területet a hongkongi nemzetközi repülőtérrel és az AsiaWorld-Expo kiállítási és kongresszusi központtal.
Ez az egyetlen vasúti összeköttetés a repülőtérrel. A Tung Chung vonallal, a gyorsvasútvonallal párhuzamosan halad a hongkongi pályaudvartól a Lantau sziget és a Chek Lap Kok sziget közötti csatornától éppen délre, amelyen a repülőtér épült. A vonal a repülőtér felé halad tovább, és az AsiaWorld-Expónál ér véget. A Tung Chung vonal a szomszédos Tung Chung újvárosban végződik, és buszjáratokat indít a repülőtér különböző területeire, beleértve az utasterminálokat is.
A hongkongi pályaudvarról a repülőtérre 24 perc alatt lehet eljutni. A vonal az MTR-rendszer térképein teaszínnel van jelölve.

## Története
1989 októberében a hongkongi kormány úgy döntött, hogy a Kowloonban található, túlzsúfolt Kai Tak repülőteret egy új, Chek Lap Kokban építendő repülőtérrel váltja fel. A kormány felkérte a Mass Transit Railway Corporationt, hogy építsen gyorsvasút-vonalat a repülőtérre. A projekt akkor kezdődött, amikor a kínai és a brit kormány 1994 novemberében rendezte a pénzügyi és a földterületre vonatkozó megállapodásokat.
Az építkezés során a Lantau Airport Railway tanácsadói, mint például az Arup, Halcrow, Meinhardt, Hyder Consulting és mások.
A Lantau Airport Railway-t két külön MTR-vonalként fejlesztették ki, a Tung Chung vonalon és az Airport Expressz vonalon, a két vonal egyes szakaszokon közös vágányokat használva. A költségeit 35,1 milliárd HK$-ra tervezték. 1998. július 6-án, az új hongkongi nemzetközi repülőtér megnyitásának napján kezdte meg a közlekedést az Airport Express. Az Airport Express 1998. július 6-án kezdte meg működését. A vonal kezdetben az Airport állomáson végződött, és a teljes menetidő 23 perc volt.
A Tung Chung vonalon 2005 júniusában megnyitott Sunny Bay állomással a teljes menetidő a repülőtér és a hongkongi állomások között 24 percre nőtt. Az AsiaWorld-Expo megnyitásával a vonalat 2005. december 20-án meghosszabbították az AsiaWorld-Expo állomásig, és a teljes útvonalon 28 percig tart az utazás.